# Doc Hudson
 Il dottor Hudson Hornet, MD (noto anche come The Fabulous Hudson Hornet, Hud, Doc Hudson, o semplicemente Doc) è un'auto da corsa animata, antropomorfa, ormai in pensione, che appare nel film Pixar del 2006 Cars - Motori ruggenti come medico e giudice locale. È doppiato dall'attore Paul Newman nel primo e terzo film e videogioco, e Corey Burton in tutti gli altri media. In italiano è doppiato da Cesare Barbetti nel primo film e da Ugo Pagliai nel terzo. Per la creazione del personaggio, gli animatori hanno preso spunto dall'autovettura Hudson Hornet del 1951.

## Biografia del personaggio

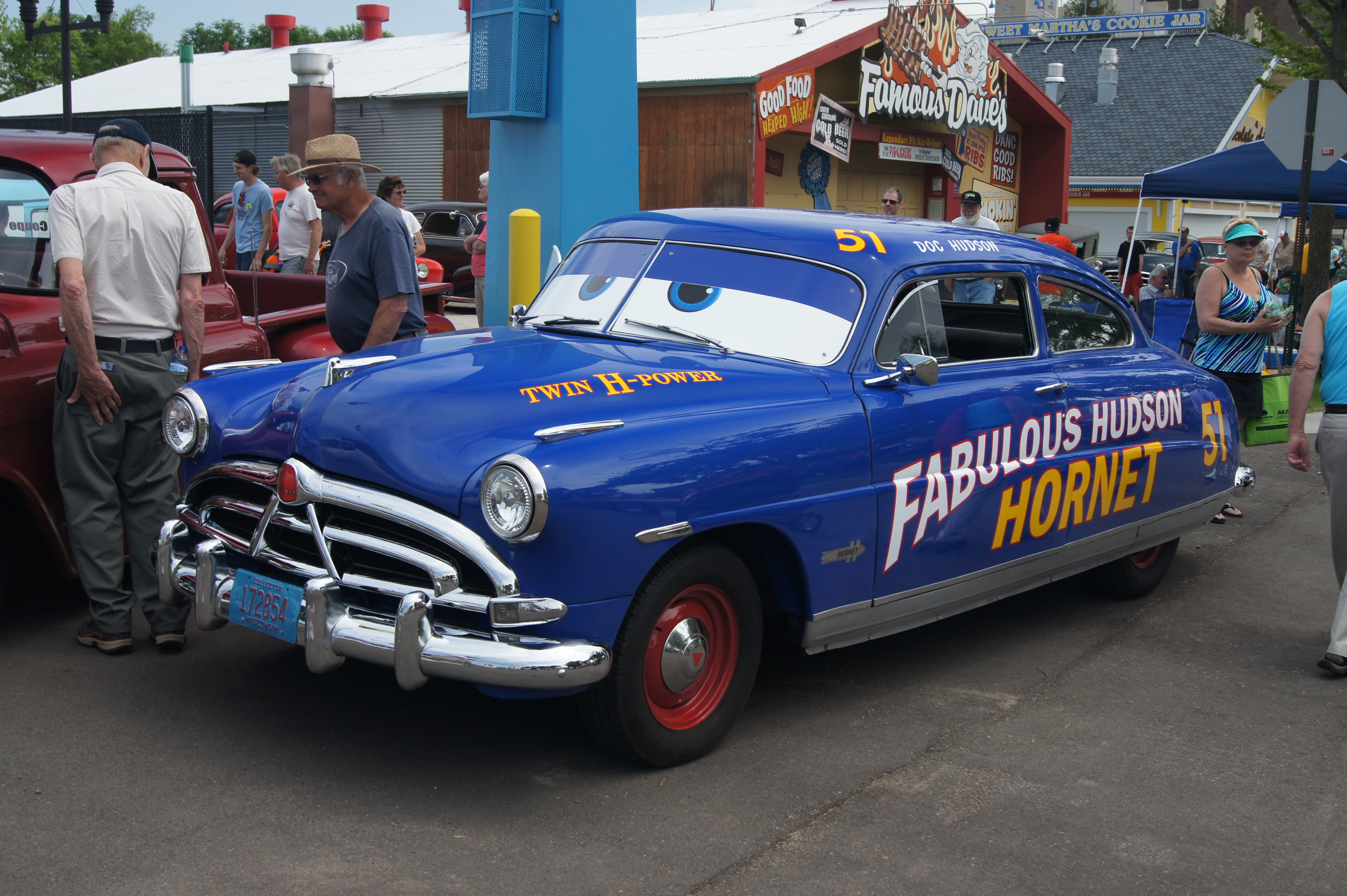

Doc Hudson è stato il medico locale di Radiator Springs. La sua targa riportava la sigla 51HHMD, che era un riferimento al suo anno di nascita e numero da corsa (51), modello (Hudson Hornet) e professione (medico, medical doctor in inglese). Un corridore diventato meccanico, il personaggio aveva gli occhi blu di Paul Newman, che ne presta la voce nella versione originale.
Gli adesivi di Doc citavano "Twin-H-Power" ("potenza doppia H"), che era un collettore di aspirazione doppio installato dal concessionario, con due carburatori Carter monocorpo che aumentava la potenza del suo motore sei cilindri da cinque litri. Fu un optional installato dal rivenditore nel '51 e poi un accessorio di fabbrica sulle Hornet modello 1952. Doc una volta era noto come il favoloso Hudson Hornet (# 51), una delle auto da corsa più famose e più forti che siano mai vissute. Vinse tre Piston Cup consecutive (1951/52/53) e detenne anche il record per il maggior numero di vittorie in una sola stagione (27, anche il numero di gare Grand National della NASCAR vinte dalla Hudson Hornets nel 1952). Tutto ciò cambiò per Hudson Hornet quando un terribile incidente in pista durante l'ultimo giro di una gara della Piston Cup del 1954 lo costrinse a saltare tutta la stagione, e dopodiché segnò anche la fine della sua carriera, che è stato strettamente parallelo al destino di Herb Thomas, NASCAR del 1951 e campione del 1953. Al suo ritorno, è stato ricevuto con diniego e gli è stato detto che era stato lasciato per il nuovo debuttante in fila. Ha tenuto un articolo di giornale sulla fine della sua carriera come promemoria per non tornare mai più alla vita delle corse che lo ha quasi ucciso, e che lo ha deluso dopo il suo rientro dall'infortunio.
Stanco della scena delle corse, lasciò quel mondo, apparentemente prendendo tempo per studiare medicina. Il famoso n. 51 scomparve nell'oscurità, lasciando molti a chiedersi dove fosse andato a finire. Doc optò per un semplice lavoro di pittura blu navy e la vita di medico nella piccola città di Radiator Springs, la "gemma splendente" della Route 66, la strada madre. Gestì la Clinica di Doc come "doctor of Internal combustion". Man mano che i tempi cambiarono e la città venne aggirata dall'Interstate 40, Doc rimase, anche quando la popolazione diminuì ad una magra dozzina di residenti. Era rispettato e amato da tutti, e prestava servizio non solo come medico della città, ma anche come suo giudice. Nessuno in città aveva idea del suo passato da corridore, conoscendolo semplicemente come una normale Hudson Hornet. 

Blocco di fronte o controsterzo attraverso una brusca svolta a destra, raffigurato con ruote anteriori in blu durante la sterzata a destra, in rosso durante la sterzata a sinistra.

### Cars - Motori ruggenti(2006)
Dopo aver incontrato lo scattante esordiente Saetta McQueen, dopo che quest'ultimo è stato arrestato per aver distrutto la strada principale della città per sbaglio, Doc vede troppo del suo passato che si è lasciato alle spalle. Il suo unico tentativo di spiegare una sbandata controllata in una brusca curva delle corse su sterrato, a Saetta, fu accolto con incomprensioni e scetticismo, lasciando Doc disilluso e amareggiato per la giovane auto da corsa, che sembrava interessarsi solo a se stesso.
Rimase ancora più infastidito quando uno stupito McQueen scopre il suo passato e gli chiede come avesse potuto mollare quella vita. Doc spiega di non aver lasciato, ma di essere stato costretto al ritiro dopo il suo incidente e a causa dell'ascesa di giovani piloti accaniti. "Avevo ancora molto da dare," dice tristemente Doc, "ma non ho mai avuto la possibilità di mostrarlo." per poi accusare Saetta di essere uguale alle persone che in passato lo hanno trattato così ingiustamente. Tuttavia Saetta gli fa notare che anche lui si comporta ancora in modo egoista, avendo vissuto per decenni con amici a cui non ha mai rivelato la propria identità, e quindi Doc, non potendo ribattere, si limita a intimargli bruscamente di finire il lavoro ed andarsene via. Ma invece McQueen, dopo aver finito di riparare la strada che aveva danneggiato, decide di rimanere ancora un po' in città per fare acquisti, allora Doc, completamente spazientito dalla sua presenza a Radiator Springs, chiama la stampa, spingendo McQueen a partire immediatamente per l'ultima gara dell'anno della Piston Cup in California. Ma, vedendo quanto tutti ci rimangano male per la partenza non pianificata e dopo essere stato rimproverato da Sally per aver agito secondo ciò che è meglio per lui, Doc si rende conto che Saetta era diventato più importante per loro di quanto pensasse e capisce di essere stato troppo duro con le sue azioni. Il suo passato nel mondo delle corse è ormai noto in città e allora Doc decide di riprendersi i suoi colori da corsa, e il suo numero #51 per diventare il capo squadra ai box di McQueen. Quasi tutta la città si reca in California come parte dell'equipaggio dei box di McQueen. Alla gara, i commentatori lo riconoscono e Doc, finalmente, riceve il riconoscimento atteso da tempo per il suo grande ritorno al mondo delle corse. Quando McQueen sceglie di aiutare Strip "The King" Weathers, dopo un gravissimo incidente causatogli da Chick Hicks, a finire la sua ultima corsa, invece di vincere la Piston Cup, Doc ne è profondamente orgoglioso.
Alla fine del film, Doc ha mantenuto i suoi colori da corsa, diventando coach e amico del giovane McQueen. Proprio come McQueen, Doc ha imparato alcune lezioni: amicizia, promesse, sincerità, e che i segreti non possono essere conservati per sempre. Quando successivamente fu aperto un museo delle corse a Radiator Springs, un'intera ala fu dedicata alla sua carriera agonistica, e The King indica Hudson Hornet come suo idolo nel mondo delle corse.

### Cars 2(2011)
In Cars 2, Doc è morto prima degli eventi del film (nel 2009, secondo un libro di concept art dal terzo film) e la quarta Piston Cup vinta da Saetta è stata ribattezzata in suo onore, con la sua clinica trasformata in un museo che espone trofei e ricordi della sua carriera. Doc Hudson non appare in questo film poiché il suo doppiatore originale, Paul Newman, è morto di tumore ai polmoni nel settembre 2008. Per via della sua scomparsa la Pixar ha deciso che far apparire Doc in Cars 2 non sarebbe stata una buona idea. Una conversazione tra McQueen e Cricchetto indica che Doc è morto prima del secondo film. La memoria verso Doc sopravvive, mentre la Piston Cup è stata ribattezzata in suo onore. Durante la tappa giapponese del World Grand Prix, uno dei commentatori nota che Doc è stato uno dei migliori corridori su pista di tutti i tempi.

### Cars 3(2017)
John Lasseter annunciò che Cars 3 avrebbe incluso un omaggio a Doc Hudson. L'incidente di McQueen nel teaser era un riferimento all'incidente di Doc e spesso nel film il protagonista ricorda alcuni consigli che Doc gli aveva dato nel passato. Saetta va dal vecchio coach di Hud, Smokey, a Thomasville, in Georgia, per chiedere aiuto, e vede i filmati delle vecchie gare di Hud per prendere ispirazione. Smokey ha anche spiegato che per Hudson, fare da mentore a Saetta è stato più importante e divertente che correre quando era un campione. Alla fine del film, McQueen adotta i vecchi colori da corsa di Hudson Hornet e si fa dipingere la scritta "Fabulous Lightning McQueen" sulla fiancata, in onore di Doc, "Fabulous Hudson Hornet". Cruz Ramirez, un'allenatrice che alla fine del film inizierà una carriera da pilota sotto la guida di Saetta McQueen, prenderà il vecchio numero 51 di Doc come secondo tributo.

## Concezione e sviluppo

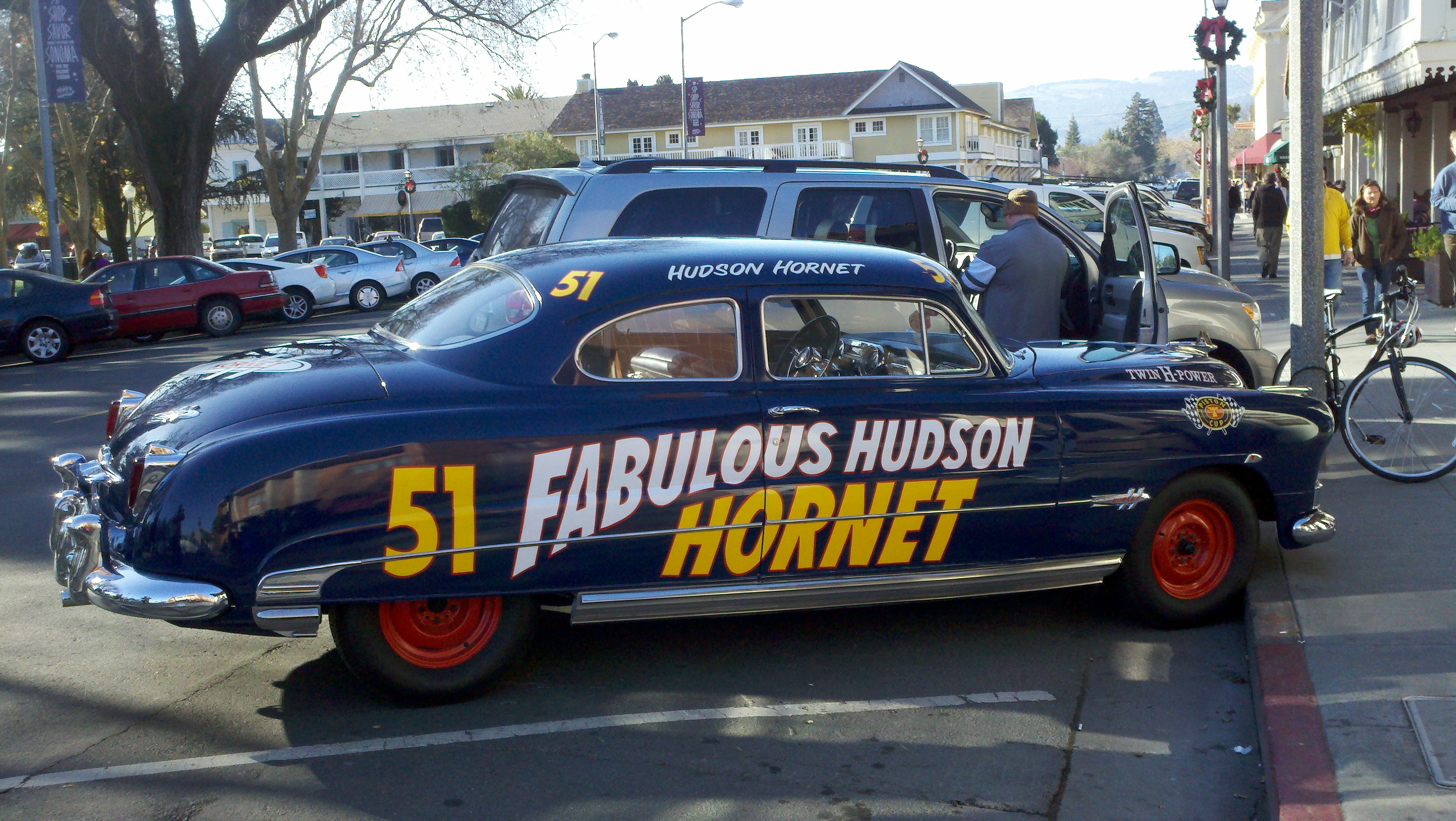
"Doc", Faboulous Hudson Hornet # 51

L'auto si basa sul Faboulous Hudson Hornet della vita reale nella competizione NASCAR, con la carriera agonistica di Doc che è molto simile a quella di Herb Thomas. Newman, un appassionato di corse ed ex pilota, ha attinto alle sue esperienze per la personalità scontrosa della vecchia macchina da corsa. Il personaggio ha forti parallelismi con la Doc Hollywood di un film del 1991.